# پیروزی استراتژیکی
پیروزی استراتژیک یا پیروزی راهبردی در اصطلاح نظامی به پیروزی گفته می‌شود که اثر و پیامد آن در بلند مدت، برتری و پیروزی در برابر دشمن را به ارمغان خواهد آورد و موجب فرسودگی و اختلال در نقشه‌های دشمن می‌شود. هنگامی که یک تاریخ‌نگار بطور کلی از پیروزی در جنگ سخن می‌گوید، بطور معمول به پیروزی استراتژیکی اشاره می‌کند.

## نمونه
- نبرد آنتی تام در خلال جنگ داخلی آمریکا: این نبرد از لحاظ تاکتیکی نامشخص و بی‌نتیجه بود. پیشروی ارتش ویرجینیای شمالی به فرماندهی رابرت ئی. لی به سوی ایالت های شمالی بر اثر رویارویی با ارتش اتحادیه به فرماندهی ژنرال جورج بی مک کللن به دلیل شمار بیشتر نیروهای اتحادیه بی‌نتیجه ماند. ژنرال لی گرچه توانست موقعیت دلخواه خود را در نبرد نگه دارد. اما از بیم درهم شکسته شدن ارتشش به دلیل برتری عددی دشمن تصمیم به بازگشت گرفت. پس این نبرد رئیس‌جمهور آمریکا آبراهام لینکلن، اعلامیه آزادی بردگان را صادر کرد و در پیامد آن کشورهای فرانسه و انگلستان از به رسمیت شناختن ایالت های جنوبی به عنوان یک کشور مستقل خودداری کردند.
- نبرد اول مارن در جنگ جهانی اول: پیروزی متفقین باعث شد تا از پیشروی نیروهای آلمانی به سمت پاریس جلوگیری کند. پس از آن برای آلمانی‌ها ، چشم‌انداز پیروزی برق آسا بر فرانسه در جبهه غربی از بین رفت.
- نبرد مسکو در جنگ جهانی دوم: نیروهای شوروی با موفقیت به دفاع از پایتخت خود پرداختند.
- نبرد دریای مرجان در جنگ جهانی دوم: اگرچه نیروی دریایی امپراتوری ژاپن آسیب کمتری نسبت به ناوگان متحدین متحمل شد. اما تهاجم ژاپن به پورت مورزبی، گینه نو و تولاگی در جنوب شرقی جزایر سلیمان موجب شد دو ناو هواپیمابر ژاپن در طی نبرد آتی در نبرد میدوی که پیروزی قاطع آمریکا را در پی داشت از دسترس خارج شوند. پس از آن نیروی دریایی ژاپن موقعیت خود را از دست داد و موجبات شکست تدریجی ژاپن فراهم شد.
- نبرد کورسک در جنگ جهانی دوم: اگرچه نیروهای آلمان نازی پیروزی تاکتیکی به دست آوردند اما نتیجه این نبرد در طولانی مدت به برتری راهبردی اتحاد جماهیر شوروی انجامید.
- حمله عید تت در جنگ ویتنام: اگرچه نیروهای آمریکا و ویتنام جنوبی موفق شدند پیروزی تاکتیکی را بدست بیاورند. زیرا با وجود وارد شدن تلفات بسیار به آنها در پایان توانستند از تهاجم نیروهای ویت کنگ (ویتنام شمالی) جلوگیری کنند. با این وجود بر وجه آمریکا در جهان بسیار آسیب وارد شد. زیرا تصور همگان بر این باور بود که کمونیست‌ها قادر به انجام چنین حمله ای به نیروهای آمریکایی نیستند و پس از آن پشتیبانی مردم از جنگ ویتنام کمتر شد. به گونه ای که دولت تحت فشار ایالات متحده مجبور شد گفتگوهای صلح را از سر بگیرد.